# Баст, Герхард
Герхард Баст (нем. Gerhard Bast; 12 января 1911, Готшее, Австро-Венгрия — 9 марта 1947, перевал Бреннер) — австрийский юрист, штурмбаннфюрер СС, командир зондеркоманды 7a в составе айнзацгруппы B и зондеркоманды 11a в составе айнзацгруппы D.

## Биография
Герхард Баст родился 12 января 1911 года в семье адвоката немецкого происхождения Рудольфа Баста. В 1912 году вместе с семьёй переехал в Амштеттен. Посещал гуманитарную гимназию в Вельсе, которую окончил в 1929 году. Изучал правл в университете Граца, где стал членом студенческого сообщества «Германия Грац». 10 декабря 1935 года получил докторскую степень по праву.
30 октября 1931 года вступил в НСДАП (билет № 612972) и был зачислен в ряды СС (№ 23064). После окончания университета работал в окружном суде Санкт-Пёльтена, но 27 января 1936 году был уволен с работы из-за того, что состоял в нацистской партии. Позже работал в канцелярии своего отца, который тоже был убеждённым национал-социалистом.
После Аншлюса Австрии 20 марта 1938 года поступил на службу в гестапо. С 20 марта 1938 года служил в отделении гестапо в Граце, где в 1939 году стал руководителем отдела по расследованию и борьбе с противниками нацистского режима. В мае 1940 года был переведён в отделение гестапо в Кобленце. С января 1941 года был заместителем руководителем гестапо в Линце. В том же году получил чин правительственного советника и звание штурмбаннфюрера СС. 23 июня 1941 года стал заместителем начальника гестапо в Мюнстере. На этой должности был вовлечён в депортацию евреев из Мюнстера в Рижское гетто и убийства польских подневольных рабочих.
С ноября по декабрь 1942 года возглавлял зондеркоманду 11a в составе айнзацгруппы D. Баст был причастен к убийству евреев, партизан и гражданских лиц. В январе 1943 года снова был переведён в Линц, где возглавил отделение гестапо. 14 ноября 1943 года случайно застрелил 12-летнего мальчика Алоиса Клаубауфа во время охоты. 31 мая 1944 года суд СС и полиции в Вене приговорил Баста к четырём месяцам заключения, но Генрих Гиммлер помиловал его и отправил на Восток. С июня 1944 года руководил зондеркомандой 7a айнзацгруппы B. В сентябре 1944 года с остатками подразделения Баст был переведён в Словакию, где в составе айнзацгруппы H боролся с партизанами.
После окончания войны скрывался в Австрии, пока осенью 1946 года не нашел убежище у фермера в Южном Тироле. В начале марта 1947 года прибыл в Рим. Баст намеревался сбежать в Парагвай и 5 марта 1947 года получил паспорт от Красного креста на имя Франца Гайера. 9 марта 1947 года во время перехода через австрийскую границу на перевале Бреннер он был убит и ограблен своим проводником Рудольфом Грассштайнером. В 1949 году Грассштайнер был осуждён на 30 лет заключения за убийство и грабеж.

## Семья
Австрийский писатель Мартин Поллак является внебрачным сыном Герхарда Баста. В 2004 году в Вене была опубликована его книга «Убитый в бункере: повесть о моем отце».

## Награды
- Йольский светильник[7]
- Кольцо «Мёртвая голова»[7]
- Шеврон старого бойца[7]
- Спортивный знак СА в бронзе[7]
- Медаль «За выслугу лет в НСДАП» в бронзе (30 января 1942)[8]
- Крест «За военные заслуги»
  - 2-го класса с мечами (январь 1944)[9]
  - 1-го класса с мечами (1944)[10]
- Знак отличия для восточных народов 2-го класса в серебре (1944)[10]
- Орден Креста Победы 3-го класса (30 октября 1944)[10]